# Tetrablemma deccanense
Tetrablemma deccanense là một loài nhện trong họ Tetrablemmidae.
Loài này thuộc chi Tetrablemma. Tetrablemma deccanense được B. K. Tikader miêu tả năm 1976.